# Pont des Bourdonnières
Le pont des Bourdonnières (anciennement viaduc des Bourdonnières) est un pont situé sur la Sèvre Nantaise entre Nantes (quartier Nantes Sud) et Rezé, en France. Il est emprunté par la rue Léon-Haury.
La construction de l'ouvrage a débuté en octobre 1981, pour un achèvement en juin 1983 et mise en circulation juillet 1983.

## Caractéristiques techniques
Caractéristiques des caissons
- longueur : 4,63 mètres
- hauteur : 2,30 mètres
- débords en balcon de chaque côté : 2,30 mètres

L'ensemble de l'ouvrage est soutenu par deux culées de huit piles.
Caractéristiques de la travée centrale
- longueur : 77 mètres
- largeur : 13,50 mètres

La longueur totale de l'ouvrage est de 430 mètres.